# Trachypachus zetterstedti
Trachypachus zetterstedti är en skalbaggsart som först beskrevs av Leonard Gyllenhaal 1827.  Trachypachus zetterstedti ingår i släktet Trachypachus, och familjen bredhöftlöpare. Enligt den svenska rödlistan är arten otillräckligt studerad i Sverige. Arten förekommer i Övre Norrland samt tillfälligtvis även i Götaland. Arten har tidigare förekommit i Nedre Norrland men är numera lokalt utdöd. Artens livsmiljö är våtmarker, skogslandskap.